# Ross Docherty
Ross Docherty (* 23. Januar 1993 in Paisley) ist ein schottischer Fußballspieler, der bei Ross County in der Scottish Championship unter Vertrag steht.

## Karriere
Ross Docherty begann seine Karriere im Kindesalter beim Hillwood Boys Club, bevor er 2010 als Jugendspieler zum FC Livingston wechselte. Als Spieler der U19-Mannschaft gab Docherty am 7. Mai 2011 sein Debüt in der ersten Mannschaft am letzten Spieltag der Saison 2010/11 bei einem 3:1-Sieg gegen Alloa Athletic in der dritten schottischen Liga. Als Meister stieg Livingston am Saisonende in die zweite Liga auf. In der folgenden Zweitligasaison kam er auf elf Ligaspiele. In der Saison 2012/13 kam Docherty auf zehn Einsätze. Am 16. April 2013 sah er gegen Hamilton Academical die erste Rote Karte in seiner Profikarriere. Die Spielzeit 2013/14 war die letzte von Docherty in Livingston. Ab Juli 2014 war er für mehrere Monate vereinslos. Im Dezember 2014 unterschrieb Docherty einen Vertrag bis zum Saisonende beim Drittligisten Airdrieonians FC. Er absolvierte 22 Ligaspiele und verpasste mit dem Verein um einen Punkt die Aufstieg-Play-offs. Docherty verließ die „Diamonds“ im Juni 2015 und unterschrieb beim Ligarivalen Ayr United. In Ayr wurde Docherty direkt Stammspieler und stieg in der ersten Saison durch die Play-offs in die zweite Liga auf. Sein erstes Tor für den Verein erzielte er im Hinspiel des Play-off-Finales bei einem 1:1-Unentschieden gegen den FC Stranraer. Nach einem Jahr stieg der Verein wieder ab. Vor der Drittligasaison 2017/18 unterzeichnete Docherty einen neuen Vertrag in Ayr und wurde zum neuen Mannschaftskapitän ernannt. Mit Ayr gelang der direkte Wiederaufstieg.
Nach fünf Jahren wechselte Docherty mit einem Zweijahresvertrag zu Partick Thistle in die dritte Liga. Nachdem er mit Thistle den Drittligatitel gewonnen hatte, unterzeichnete Docherty einen neuen Vertrag. In den Spielzeiten 2021/22 und 2022/23 scheiterte er mit dem Verein aus Glasgow zweimal in den Aufstieg-Play-offs für die Scottish Premiership. Im Juni 2023 wechselte Docherty innerhalb der zweiten Liga zu Dundee United. Mit den „Tangerines“ gelang ihm in der ersten Saison der Aufstieg als Meister in die erste Liga. Nach einer Erstligasaison in Dundee wechselte Docherty 2025 zum Zweitligisten Ross County.